# Mavelščica
Mavelščica je potok, ki svoje vode nabira na severnih pobočjih Polhograjskih dolomitov in se pri vasi Preska  kot desni pritok izliva v reko Savo. Njeni pritoki so Grabnarica, Stajnik, Zakonjščica, Potočnica in Malešnica. 